# Open Clip Art Library

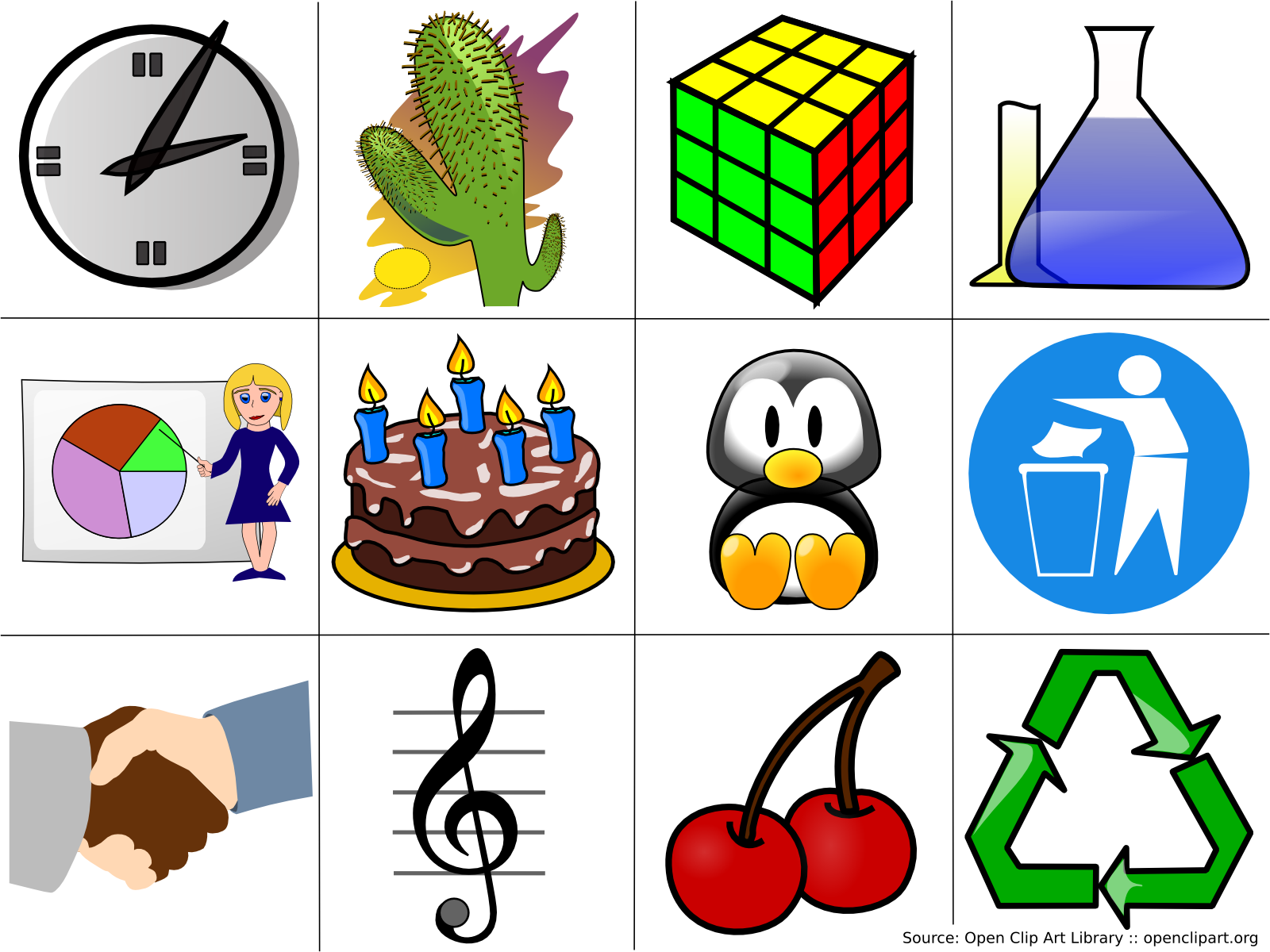
Примеры иллюстраций из Open Clip Art Library

Open Clip Art Library (OCAL) — проект, нацеленный на создание коллекции свободных векторных изображений. Он стартовал в начале 2004 года, к сентябрю 2005 содержал более 6500 изображений от более чем 500 художников, а в 2022 году число изображений достигло 172 тысяч. Все изображения переданы авторами в общественное достояние и доступны для свободного использования. Работы выполнены в формате SVG с миниатюрами в формате PNG.
Проект использует программное обеспечение Creative Commons ccHost для управления коллекцией клип-артов. 
Многие дистрибутивы Linux (например, Debian и Ubuntu) позволяют установить OCAL из репозиториев.